# Pucangsari
Pucangsari is een bestuurslaag in het regentschap Pasuruan van de provincie Oost-Java, Indonesië. Pucangsari telt 4087 inwoners (volkstelling 2010).